# 中国人民解放军陆军合成第一九三旅
合成第一九三旅（英語：193rd Combined Arms Brigade），又称“红一师”，是中国人民解放军陆军第八十三集团军下辖的一个中型合成旅，驻地河南省安阳市。

## 历史概述
该旅前身最早为中国工农红军第一方面军第一军团第一师。由于战争时期丢失了很多重要资料，加上难以查找，在1978年之前，“红一师”为部队讲传统时，一直认为自己是在1937年抗日战争中诞生的，前身是晋察冀军区第一分区。1978年夏天，时任军事科学院副院长的邓华上将特意找到驻扎在河北北部的“红一师”。原来在1933年建军时，“红一师”下辖三个团，邓华是红三团政委，后来又成为师政委。他向“红一师”的干部们回忆，1937年后“红一师”又开始叫八路军独立第一师，以及晋察冀第一军分区，他分别是师和分区的政委兼政治部主任，这才确认了“红一师”真正的传人是一九三师。在1978年之前，军史界普遍认为一九九师才是红一师的传人，一九九师还以红一师的身份参与了开国大典阅兵。
2011年，摩步第一九三师分出一部组建机械化步兵第一九四旅，余部整编为机械化步兵第一九三旅，2017年改为合成旅，为现有编制。

## 沿革
参考资料：
| 部隊番號                 | 使用時期                |
| ------------------------ | ----------------------- |
| 红一方面军第一军团第一师 | 1933年6月7日-1937年10月 |
| 八路军独立第一师         | 1937年10月-1937年11月   |
| 晋察冀军区第一军分区     | 1937年11月-1945年9月    |
| 冀察纵队第六旅           | 1945年9月-1946年3月     |
| 晋察冀军区第四旅         | 1946年3月-1948年11月    |
| 华北军区第二十二旅       | 1948年11月-1949年2月    |
| 中国人民解放军第一九三师 | 1949年2月-1960年1月     |
| 陆军第一九三师           | 1960年1月-1985年10月    |
| 摩托化步兵第一九三师     | 1985年10月-2011年11月   |
| 机械化步兵第一九三旅     | 2011年11月-2017年2月    |
| 合成第一九三旅           | 2017年2月至今           |

## 荣誉
- 大渡河十八勇士
- 狼牙山五壮士
- 魏成科英雄连：前一九三师五七九团一连